# Gładź szpachlowa
Gładź szpachlowa – materiał budowlany oparty głównie na gipsie jako materiale wiążącym i wypełniającym z dodatkiem kredy, dolomitu i materiałów pomocniczych (plastyfikatorów, opóźniaczy wiązania gipsu).
Suchą gładź miesza się z wodą uzyskując zaprawę o konsystencji gęstej śmietany, którą nakłada się na ścianę cienką warstwą i wyrównuje. Gładź szybko wiąże i twardnieje (od 1 do 2 godzin). Po wyschnięciu jest krucha, dzięki czemu łatwo poddaje się szlifowaniu papierem ściernym. Dla osób, które chcą zrezygnować ze szlifowania gładzi na sucho, powstała gładź bezpyłowa
Materiału tego używa się głównie w pracach wykończeniowych do tworzenia gładzi gipsowych (przeważnie na ścianach).
W gładziach szpachlowych występują też jako składniki: wapno i cement pełniąc rolę materiałów wiążących. 
Istnieją również gładzie bezgipsowe, w postaci suchych mieszanek do rozrobienia z wodą (w których spoiwem jest suchy polimer) ale także takie niewymagające rozrabiania w postaci gotowych mas szpachlowych. Gładź taka produkowana jest na bazie np. mączki dolomitowej lub węglanowej. Spoiwem zazwyczaj jest polimer, którym jest pochodna kwasu akrylowego. Od tradycyjnych gładzi różnią się zwiększoną elastycznością. Stosowane na trudne podłoża: ulegające niewielkim ruchom czy też na takie, które się nagrzewają. Bardziej odporne na wilgoć. Gładzie takie wiążą na ogół podczas wysychania w wyniku sieciowania polimeru
Materiałem podobnym, stosowanym powszechnie od wieków w architekturze bogatych wnętrz: teatrach, kościołach, pałacach, do budowy sztucznej scenografii, rzeźbiarstwie itp. jest stiuk.